# Капела Радић у Суботици
Капела Радић у Суботици је подигнута 1868. године на Православном гробљу и представља непокретно културно добро као споменик културе.
Капела је подигнута према пројекту Титуса Мачковића у стилу класицизма, као породична гробница породице Радић, а по наруџби Марије, удове Тимотија-Тиме Радића. Представља малу једнобродну црквену грађевину посвећену Силаску Светог Духа. Унутрашњи простор се састоји од припрате правоугаоног облика на западној страни, наоса приближно квадратног облика, те олтарске полукружне апсиде на источној страни. У припрати, с јужне стране уграђена је мермерна плоча са подацима ко је и када подигао капелу.